# 李家庄乡 (阳泉市)
李家庄乡，是中华人民共和国山西省阳泉市郊区下辖的一个乡。

## 行政区划
李家庄乡下辖以下地区：
李家庄村、冯家庄村、汉河沟村、黄沙岩村、驼岭头村、长岭村、大西庄村、柳沟村、余积粮沟村、甄家庄村、桃坡村、侯家沟村、桑岩村和石马沟村。

## 交通
阳大铁路在该乡桃坡村设阳泉东站。